# Günther Fischer (Architekt)
Günther Fischer (* 26. Mai 1950 in Husum) ist ein deutscher Architekt, Stadtplaner, Architekturtheoretiker, Hochschullehrer und Autor.

## Leben
Günther Fischer studierte Germanistik und Kunstgeschichte an der Georg-August-Universität Göttingen (1968–1969), Germanistik, Politologie und Philosophie an der Freien Universität Berlin (1970–1973) und wechselte anschließend zum Studium der Architektur an die Technische Universität Berlin (1973–1978).
Von 1980 bis 1985 war er wissenschaftlicher Mitarbeiter am Lehrstuhl von Dietmar Grötzebach an der Architekturfakultät der Technischen Universität Berlin, promovierte dort über das Thema „Architektur und Sprache“ und wurde 1991 zum Professor an den Fachbereich Architektur der neu gegründeten Fachhochschule Erfurt berufen.
Seit 1991 ist Fischer außerdem als freier Architekt in einer Bürogemeinschaft tätig. Schwerpunkte seiner Tätigkeit sind Wohnungsbau, Städtebau, Sanierungsplanungen und Museumsbau.
Neben der praktischen Tätigkeit als Architekt und Stadtplaner beschäftigt sich Fischer seit seiner Dissertation mit den Grundlagen der Architekturtheorie und arbeitet seit 2004 an einer theoretischen Fundierung des Fachgebiets Architektur. Von 2008 bis 2015 war Fischer Dekan der Architekturfakultät in Erfurt (ab 2011 Fakultät für Architektur und Stadtplanung).
Seit November 2015 ist Fischer Mitherausgeber der Bauwelt Fundamente.

## Schriften
- Alte Baukunst und Neue Architektur. Wie die Architektur wurde, was sie heute ist. 2., illustrierte Auflage. Deutscher Kunstverlag, Berlin/Boston 2025, ISBN 978-3-422-80280-3
- Die Funktion der „Natura“ in Albertis Malereitraktat „De Pictura“. In: Leon Battista Alberti, De Pictura (lat.) – Kunsttheorie – Rhetorik – Narrative. Herausgegeben von Hartmut Wulfram und Gregor Schöffberger. Franz Steiner Verlag. Stuttgart 2023, ISBN 978-3-515-13250-3
- Der Fall Rucellai. Eine Spurensuche im 15. Jahrhundert. Birkhäuser Verlag, Basel 2021, ISBN 978-3-0356-2390-1.[1]
- Alte Baukunst und Neue Architektur. Birkhäuser Verlag, Basel 2018, ISBN 978-3-0356-1619-4.
- Mimarlık ve Dil Daimon Verlag, Istanbul 2015, ISBN 978-605-85108-9-0.
- Architekturtheorie für Architekten. Die theoretischen Grundlagen des Faches Architektur. (= Bauwelt Fundamente, 152.) Birkhäuser Verlag, Basel 2014, ISBN 978-3-03821-505-9.
- Leon Battista Alberti. Sein Leben und seine Architekturtheorie. Wissenschaftliche Buchgesellschaft, Darmstadt 2012, ISBN 978-3-534-25603-7.
- Vitruv NEU oder Was ist Architektur? (Bauwelt Fundamente, 141.) Birkhäuser Verlag, Basel 2009, ISBN 978-3-7643-8805-8.
- Architektur und Sprache. Grundlagen des architektonischen Ausdruckssystems. Karl Krämer Verlag, Stuttgart 1991, ISBN 3-7828-0470-8.
- (mit Fromm, Gruber, Kähler, Weiß): Abschied von der Postmoderne. (= Bauwelt-Fundamente, 164.) Vieweg Verlag, Braunschweig 1987.
- Loft-City-Projekt. (Oberstufenprojekt an der Technischen Universität Berlin) In: Bauwelt, Jahrgang 1985.

## Bauten und Projekte
- Sanierung des Nettelbeckplatzes in Berlin-Wedding (1979–1995)[2]
- Neugestaltung des Goethe-Nationalmuseums in Weimar (1993–1999)[3]
- Sanierung und Neugestaltung der Altstadt von Brück (1991–2008)

## Publikationen zu einzelnen Projekten
- Pläne, Projekte, Bauten Architektur und Städtebau in Hamburg 2005-2015 S. 150/151: „City-Nord“, Verlagshaus Braun, 2006
- Architekturführer Berlin Jovis-Verlag 2004
- Berlin und seine Bauten, Teil VII B, Sozialbauten; Ernst und Sohn, Berlin 2003
- Architekturstadtplan Berlin 2001
- Architekten 2000, Form-Verlag 1999
- Architekten in Thüringen, Bauten und Projekte; 1998
- Neue Architektur, Berlin 1990 – 2000, Jovis-Verlag Berlin 1997
- db deutsche bauzeitung 7/2003
- wettbewerbe aktuell 10/2002
- wettbewerbe aktuell 12/2001
- Glasforum Nr. 5, 2000
- Baumeister 4/1999
- Bauwelt 17/1999
- Bauwelt 22/1995
- Bauwelt 30/1994
- Bauwelt 42/1987
- Bauwelt 19/1985
- ARCH+ Nr. 57/58, 1981